# جیکوب پولن
جیکوب پولن (انگلیسی: Jacob Pullen؛ زادهٔ ۱۰ نوامبر ۱۹۸۹) بازیکن بسکتبال اهل ایالات متحده آمریکا است.
از باشگاه‌هایی که در آن بازی کرده‌است می‌توان به باشگاه بسکتبال بارسلونا، باشگاه بسکتبال رئال بتیس، فیلادلفیا سونتی‌سیکسرز، و باشگاه بسکتبال مهرام اشاره کرد.